# 張廉
張廉（1434年—1509年5月18日），字孟介，浙江歸安縣人。明朝政治人物。

## 生平
景泰四年（1453年）癸酉科浙江鄉試舉人，成化二年（1466年）丙戌科進士。歷刑部主事、員外郎、郎中，擢江西按察司副使。轉貴州按察使，升都察院右副都御史、巡撫貴州。張廉為人剛直，被彈劾致仕。正德四年（1509年）卒。